# تلمبة جهاد يك (دشتاب)
تلمبة جهاد یك (بالإنجليزية: Tolombeh-ye Jehad-e Yek)‏ هي مستوطنة تقع في إيران في قسم دشتاب الريفي. يقدر عدد سكانها بـ 38 نسمة .